# Beccles
Beccles är en stad och civil parish i grevskapet Suffolk i England. Orten ligger i distriktet East Suffolk, 26 kilometer sydost om Norwich och 53 kilometer nordost om Ipswich. Tätorten (built-up area) hade 13 868 invånare vid folkräkningen år 2011.